# Michal Sedláček (architekt)
Michal Sedláček (* 14. září 1963 Brno) je český architekt, který od roku 2016 do konce roku 2022 zastával jako ředitel Kanceláře architekta města Brna pozici hlavního architekta města Brna.

## Život
Narodil se 14. září 1963 v Brně, kde také vyrůstal a studoval. Absolvoval gymnázium na Slovanském náměstí. Vystudoval architekturu na Fakultě architektury Vysokého učení technického v Brně (1982–1987). Po dokončení FA VUT v Brně pokračoval v postgraduálním studiu na Akademii výtvarných umění v Praze (1987–1989). Studium na AVU následovala práce redaktora se zaměřením na architekturu a umění v Československém rozhlase v pořadu Mikrofórum.
Krátce po sametové revoluci, v roce 1990, odešel do New Yorku, kde získal práci v architektonické kanceláři Marlo & DeChiara. V roce 1994 složil požadované zkoušky a získal akreditaci architekta ve státě New York. Následně odcestoval za prací do Moskvy.
V Moskvě pracoval v britských a irských architektonických kancelářích, na stavbách a projektech pro zahraniční firmy a investory. Měl možnost pracovat na prestižních projektech a dostal příležitost vést moskevskou kancelář firmy MMA Architects. Po třech letech práce a života v Moskvě se vrátil zpátky do New Yorku. Po roce v New Yorku pokračoval v cestě na západ do Kalifornie.
V Los Angeles byl přijat v roce 1998 do firmy Franka Gehryho. U Gehryho pracoval na mnoha významných oceněných projektech, například na koncertní hale Walta Disneyho v Los Angeles, divadle REDCAT v Los Angeles, Aréně Praha v Holešovicích, Muzeu tolerance v Jeruzalémě, Lou Ruvo centru pro zdraví mozku v Las Vegas a administrativních budovách IAC Corp. na Manhattanu a v Los Angeles. V kanceláři pracoval do roku 2006.
V roce 2007 založil a poté vedl losangeleskou pobočku architektonické firmy Aedas. Mezi nejvýznamnější projekty a návrhy studia patří losangeleský stadión pro NFL, @bahrain development v Sakhir City v Bahrajnu, Doha Sports City multifunkční stadión v Kataru a vítězný návrh mezinárodní soutěže na „bránu do Jižní Asie“ mrakodrapů do KunMingu v Číně. V AedasLA byl vedoucím do jara 2016. Poté se vrátil zpět do České republiky.
V roce 2014 kandidoval na funkci děkana Fakulty architektury VUT v Brně. Následně se ucházel ve dvoukolovém výběrovém řízení o místo hlavního architekta města Brna. Dne 30. března 2016 mezinárodní výběrová komise, ve které zasedli mimo jiné hlavní architektka dánské Kodaně Tina Saaby, ředitel odboru plánování města Vídně Thomas Madreiter, šéf pražského Institutu plánování a rozvoje Petr Hlaváček nebo nezávislý odborník na urbanismus a architekturu Adam Gebrian, doporučila Sedláčka Radě města Brna na post hlavního architekta. Rada 5. dubna doporučení komise přijala a Sedláčka do úřadu obsadila. Ředitelem Kanceláře architekta města Brna byl do 31. prosince 2022, kdy jej dočasně nahradil Jan Tesárek.
Ve volbách do Senátu PČR v roce 2022 kandidoval za TOP 09 a KDU-ČSL v obvodu č. 58 – Brno-město. Umístil se na 3. místě s 18,16 % hlasů, a do 2. kola voleb tak nepostoupil.
Od roku 2023 působí ve společnosti Brněnské komunikace a.s. jako vedoucí střediska projektové přípravy projektu Jižní Čtvrť, který zahrnuje výstavbu nové čtvrti Trnitá, nového brněnského hlavního nádraží a řešení železničního uzlu Brno.

## Projekty a realizace
- divadlo REDCAT – Los Angeles, USA
- Walt Disney Concert Hall – Los Angeles, USA – 2003
- Aréna Praha – Holešovice – Česká republika
- Muzeum tolerance – Jeruzalém, Izrael
- Lou Ruvo centrum pro zdraví mozku – Los Angeles, USA